# Häggenschwil
Häggenschwil je obec na východě Švýcarska v kantonu St. Gallen. Žije zde přibližně 1 400 obyvatel.

## Geografie

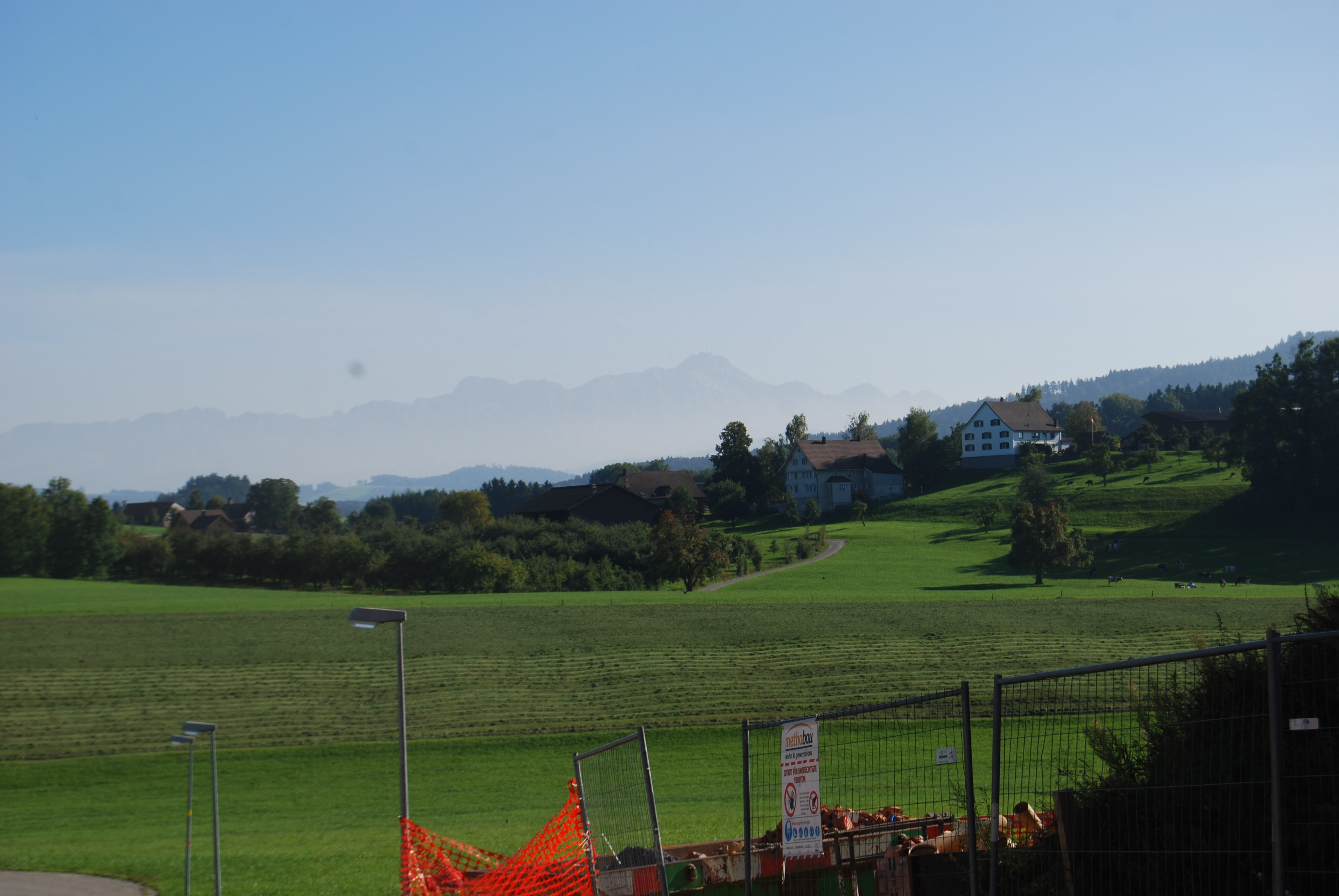
Pohled od Häggenschwilu směrem na masiv Alpstein s horou Säntis

Häggenschwil leží na řece Sitter mezi městy St. Gallen a Amriswil. Krajina se vyznačuje mírně zvlněným terénem s paralelními morénovými kopci z poslední doby ledové.
Obec má exklávu v území obce Egnach v kantonu Thurgau. Jedná se o statek Raach, který zároveň tvoří nejnižší bod obce s nadmořskou výškou 463 m n. m. Exklávu tvoří také Ruggisberg na hranici obce s obcí Roggwil, který je od Häggenschwilu oddělen exklávou obce Wittenbach.
Samotná obec Häggenschwil se skládá ze stejnojmenné vesnice a osad Agen, Bauel, Kollerberg (Chollerberg), Täschlehausen a Wetzensberg; do politické obce patří ještě vesnice Lömmenschwil a samota Raach.

## Historie
V obci byla objevena mohyla s kremačním pohřbem, pravděpodobně z doby halštatské. Je zde doloženo trvalé osídlení od raného středověku. Vznikaly jednotlivé statky, včetně statku Häggenschwil, který se později rozpadl na dvě části, hrady Alt-Ramswag a Neu-Ramswag na Sittergraben a takzvaný Waldburg, předpokládané útočiště mnichů z kláštera St. Gallen během maďarského vpádu v roce 926. Mezi 8. a 10. stoletím založil klášter St. Gallen své panství na území dnešní obce. Häggenschwil je poprvé zmiňován v listině z roku 1419 jako Hergnschwylen. Až do vzniku politické obce Häggenschwil se území obce jmenovalo podle původně nejvýznamnější osady Lömmenschwil a bylo hlavním dvorským statkem v rámci panství, podléhajícího opatství St. Gallen.
Církevně patřily oblasti dnešní obce k různým farnostem až do roku 1728, kdy byla vytvořena samostatná farnost s patrociniem Notkera. Umístění kostela u dvojitého statku Häggenschwil podpořilo rozvoj obce, takže brzy svým významem předčila osadu Lömmenschwil a dala jméno politické obci založené v roce 1803. V letech 1803–1831 byl Häggenschwil přiřazen k okresu Rorschach, v letech 1831–1918 k okresu Tablat a v letech 1918–2002 k okresu St. Gallen.

## Obyvatelstvo

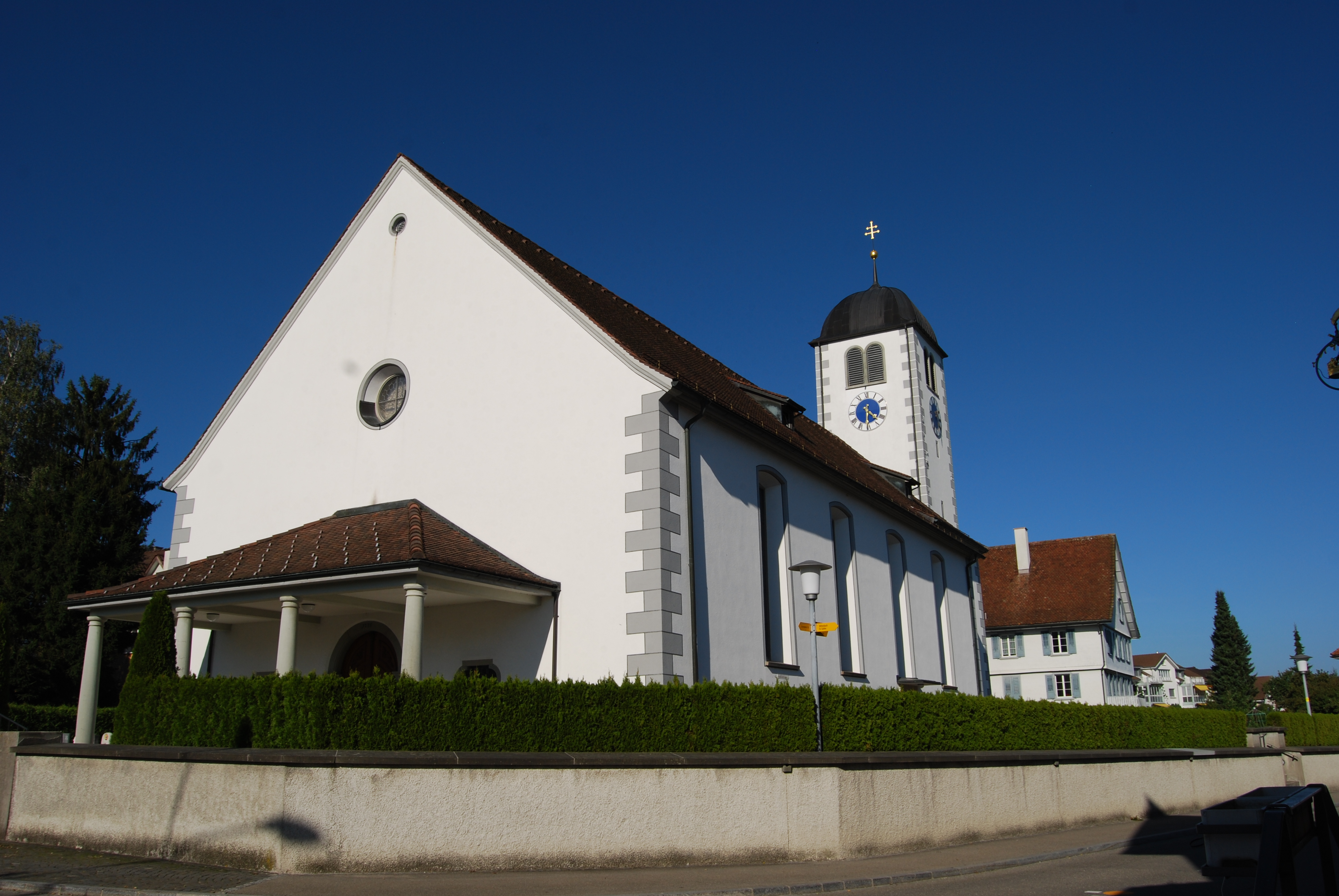
Katolický kostel

| Rok            | 1850 | 1860 | 1870 | 1880 | 1888 | 1900 | 1910 | 1920 | 1930 | 1941 | 1950 | 1960 | 1970 | 1980 | 1990 | 2000 | 2010 | 2020 |
| Počet obyvatel | 935  | 928  | 886  | 944  | 951  | 926  | 935  | 952  | 866  | 856  | 908  | 818  | 839  | 787  | 910  | 1143 | 1187 | 1264 |

## Hospodářství
Až do 19. století převládalo v hospodářství Häggenschwilu zemědělství, přičemž až do konce Staré konfederace zde platil trojpolním systému. V 19. století se prosadilo mlékařství, chov dobytka a ovocnářství. Kromě toho se zde od nepaměti vykonávaly domácí práce pro textilní průmysl města St. Gallen. V roce 1903 bylo založeno družstvo pro chov skotu a v roce 1917 družstvo pro zpracování ovoce. Häggenschwil byl industrializací zasažen jen okrajově (výroba výšivek). Od roku 1910 je obec napojena na železniční síť společnosti Bodensee-Toggenburg-Bahn, která se v roce 2001 spojila v Schweizerische Südostbahn. Navzdory průmyslové potravinářské továrně, která byla otevřena v roce 1963 a od té doby byla uzavřena, velké čerpací stanici, obchodním podnikům a dojíždění do nedalekého St. Gallenu si Häggenschwil dosud zachoval převážně svůj venkovský charakter.

## Doprava
V Lömmenschwilu odbočuje hlavní silnice 451 do Neukirchu a Egnachu z hlavní silnice 471 St. Gallen – Amriswil – Scherzingen.
Obec Häggenschwil se již v roce 1887 podílela na studiích projektu tramvaje ze St. Gallenu do Amriswilu. Tento projekt však nebyl nikdy realizován. V roce 1897 získala obec Häggenschwil podíl na základním kapitálu železniční společnosti Bodensee-Toggenburg-Bahn (BT). Mezi obcí Häggenschwil a obcí Egnach vznikl spor o název a umístění budoucího nádraží. Nakonec bylo nádraží postaveno asi 25 minut chůze od Häggenschwilu na území Egnachu, ale s názvem Häggenschwil-Winden. Dne 3. října 1910 byla otevřena dráha Bodensee-Toggenburg-Bahn (BT) se stanicí Häggenschwil-Winden. Od roku 2001 je trať ve vlastnictví společnosti Schweizerische Südostbahn (SOB) a je součástí systému příměstských linek S-Bahn St. Gallen. Od 15. září 1952 zajišťuje doplňkové spoje veřejné dopravy linka Postbusu, která pokračuje do Wittenbachu.